# Квакертаун (Пенсильвания)
Квакертаун (англ. Quakertown) ― боро в округе Бакс, штат Пенсильвания, США. По состоянию на 2020 год, его население составляло 9 359 человек. Боро расположен в 15 милях (24 км) к югу от Аллентауна и Вифлеема и в 40 милях (64 км) к северу от Филадельфии, что делает Квакертаун пограничным населённым пунктом между столичными районами Делавэр-Валли и Лихай-Валли.
По данным Бюро переписи населения США, Квакертаун входит в состав района Филадельфия−Камден−Уилмингтон (Пенсильвания, Нью−Джерси, Мэриленд) и долины Делавэр. Квакертаун окружен районом Ричленд.
Квакертаун расположен в 15,7 милях (25,3 км) к югу от Аллентауна и в 47,4 милях (76,3 км) к северо-западу от Филадельфии.
Первоначально Квакертаун был заселен квакерами.
В 1803 году было открыто первое почтовое отделение, и община получила название Квакертаун.